# Andrena gangcana
Andrena gangcana är en biart som beskrevs av Xu och Osamu Tadauchi 2000. Andrena gangcana ingår i släktet sandbin, och familjen grävbin. Inga underarter finns listade i Catalogue of Life.